# Ibn Marwan

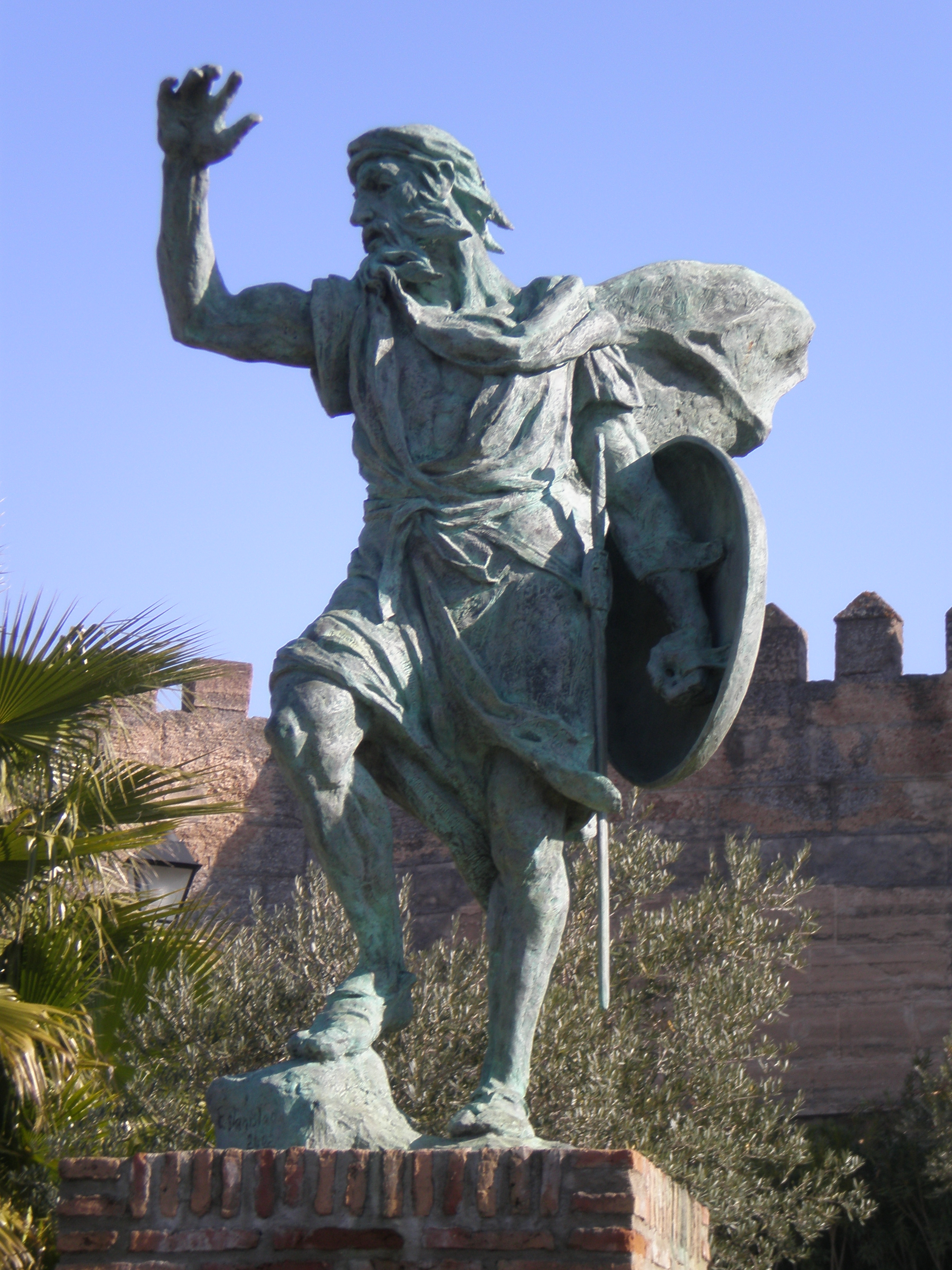
Statue des Ibn Marwan in der Festung der von ihm gegründeten Stadt Badajoz

Ibn Marwân (عبدالرحمن بن مروان بن یونس ‘Abd ar Rahmân Ibn Marwân ibn Yūnus, auch bekannt als ابن الجلّیقی Ibn al-Djillīqui, d. h. „Sohn des Galiciers“, portugiesisch Bem Marvão, spanisch Ben/Ibn Maruán/Meruan) († 889, Badajoz), war ein muslimischer (maurischer) Herrscher im Westen Andalusiens und ein Rebell, der sich mehrmals gegen den  umayyadischen Emir Muhammad I. von Córdoba erhob.
Seine Familie stammte aus Galicien bzw. Nordportugal, war zum Islam konvertiert und hatte sich in Mérida niedergelassen. Obwohl der Emir Muhammad I. seinen Vater Marwân ibn Yūnus zum Gouverneur von Mérida ernannt hatte, führte Ibn Marwân als Nachfolger seines Vaters einen Aufstand von Muladís und Mozarabern gegen den umayyadischen Herrscher an. Er musste sich aber geschlagen geben und nach Córdoba zurückziehen, wo er bis 875 Hof hielt. Zu diesem Zeitpunkt erhob er sich von der Festung im Schloss Alange aus ein zweites Mal gegen Muhammad I., wurde abermals von diesem geschlagen und erhielt von ihm Badajoz als Wohnort zugewiesen. Gemeinsam mit dem zum Islam konvertierten Herrscher von Porto, Saʿdūn as-Surunbāqī (Surunbaki), und König Alfons III. von Asturien verbündete sich Ibn Marwân im Jahr darauf gegen Muhammad I., nahm dessen General und Großwesir Haschim ibn Abd al-Aziz in einem Hinterhalt in der Serra da Estrela gefangen und lieferte ihn König Alfons aus. Anschließend vertrieben Surunbāqīs und Ibn Marwan Milizen die Córdoba-treuen Banū Dānis 876 aus Coimbra. Aus Angst vor Vergeltungsmaßnahmen des Emirs lebte Ibn Marwān acht Jahre lang in christlich beherrschtem Gebiet. 
Nach seiner Rückkehr nach Badajoz im Jahre 884 konnte Ibn Marwan mit dem Einverständnis des Emirs die Herrschaft über ein Gebiet errichten, das im Osten bis Mérida und im Westen bis Marvão reichte.
Sein Sohn Abd ar-Rahman bzw. sein Enkel Ibn Marwan ibn Abd ar-Rahman und seine Nachkommen (Marwaniden) regierten bis zum Jahr 928, als Kalif Abd ar-Rahman III. von Córdoba das Gebiet wieder unterwarf. Nach dem Auseinanderbrechen des Kalifats im 11. Jahrhundert errichteten die Aftasiden erneut ein unabhängiges Emirat in Badajoz.